# Фрегати типу «Констелейшн»
Фрегати типу «Констелейшн» (англ. Constellation class, колишня назва FFG(X)) — перспективний тип ракетних фрегатів створених для військово-морських сил США. Фрегати цього типу стануть продовженням розробки бойових кораблів прибережної зони.
Контракт на будівництво головного корабля цього типу було підписано з компанією Fincantieri в квітні 2020 року. Він буде побудований на верфі Marinette Marine у Вісконсині.
Кораблі цього типу матимуть найсучасніше обладнання і озброєння, при цьому бути відносно дешевшими (з урахуванням характеристик) за есмінці типу «Арлі Берк» серії Flight III.

## Проєкт
В травні 2020 року ВМС США обрали пропозицію італійської компанії Fincantieri як основу для перспективного багатофункціонального фрегата класу FFG (X).
Запропонована Fincantieri модифікація фрегату класу FREMM перемогла пропозиції Huntington Ingalls Industries (HII), General Dynamics Bath Iron Works з фрегатом Navantia F100 та Austal USA з оновленою версією свого прибережного бойового корабля-тримарана.
Вартість контракту на опрацювання деталей конструкції перспективного фрегата і створення головного корабля складає 795,1 млн доларів. Контракт передбачає опцію створення ще дев'яти нових фрегатів. Тоді загальна вартість 10-річного контракту збільшиться до 5,58 млрд доларів. Перший фрегат буде коштувати 1,2 млрд доларів. Надалі передбачається, що ціна перспективного фрегата за одиницю буде зменшена до рівня 900—950 млн дол.
FFG (X) має бути невеликим багатоцільовим кораблем оснащеним модифікованою версією РЛС Raytheon SPY-6, багатофункціональною бойовою інформаційно-керуючою системою (БІКС) «Іджіс» (Aegis combat system) від Lockheed Martin, універсальними вертикальними пусковими установками на 32 комірки, а також системами самооборони.
За контрактом, американські ВМС надають значну частину обладнання, включно з варіантом радіолокатора AN/SPY-6, що використовується на есмінцях класу Arleigh Burke Flight III, ці витрати не включаються до зазначених 5,58 млрд доларів.
Перший фрегат має бути готовий у 2026 році, очікується, що на той час на різних стадіях готовності будуть вісім кораблів. Другий фрегат ВМС розраховують замовити у квітні 2021 року.
У квітні 2020 року було підписано контракт на будівництво головного корабля USS Constellation (FFG-62) (укр. Сузір'я). Його будівництво має розпочатися цього року після остаточного перегляду проєкту. Очікується, що корабель увійде до бойового складу у 2026 році.
Минулого четверга тижня було укладено контракт вартістю $553,8 млн на будівництво другого фрегата — USS Congress (FFG-63). Потенційна вартість всієї програми, що з опціоном включає десять кораблів — $5,5 млрд. Перший фрегат буде коштувати $1,2 млрд. Надалі очікується, що ціна наступних фрегатів буде зменшена до $900-950 млн.
USS Congress (FFG-63) буде побудований на суднобудівному заводі FMM у місті Марінетт, штат Вісконсин.

## Проблеми з реалізацією
У березні 2025 року стало відомо, що американська програма відстає від графіка на три роки, що стає критичною відміткою у розширенні ВМФ США в межах гонки протистояння з китайським флотом.
Будівництво головного фрегата USS Constellation розпочалося 31 серпня 2022 року, а кілювання відбулося 12 квітня 2024 року. Однак програма зіткнулася з затримками: спочатку планувалося ввести корабель у стрій у 2026 році, але зараз очікується, що це станеться у 2029 році.
Наразі будівництво фрегатів типу Constellation відбувається на корабельні компанії Fincantieri Marinette Marine, яка здійснила закладку головного фрегата  і відтоді ще не здійснила додаткової закладки кіля другого фрегата.
Раніше у компанії повідомляли, що під час укладання контракту Пентагон не повідомив суднобудівній компанії про необхідність одночасного будівництва двох корпусів, через що до укладання контракту компанія не розширювала власні потужності.

## Перелік кораблів проєкту
| Назва                      | Номер  | Верф                         | Закладено           | Спущено на воду | Введено у склад флоту | Статус                         |
| -------------------------- | ------ | ---------------------------- | ------------------- | --------------- | --------------------- | ------------------------------ |
| USS Constellation (FFG-62) | FFG-62 | Fincantieri Marinette Marine | 31 серпня 2022 року |                 |                       | Закладений                     |
| USS Congress (FFG-63)      | FFG-63 | Fincantieri Marinette Marine |                     |                 |                       | Підписано угоду                |
| USS Chesapeake (FFG-64)    | FFG-64 | Fincantieri Marinette Marine |                     |                 |                       | Оголошено про намір побудувати |
| USS Lafayette (FFG-65)     | FFG-65 | Fincantieri Marinette Marine |                     |                 |                       | Оголошено про намір побудувати |